# Martin Fogel (Mediziner)

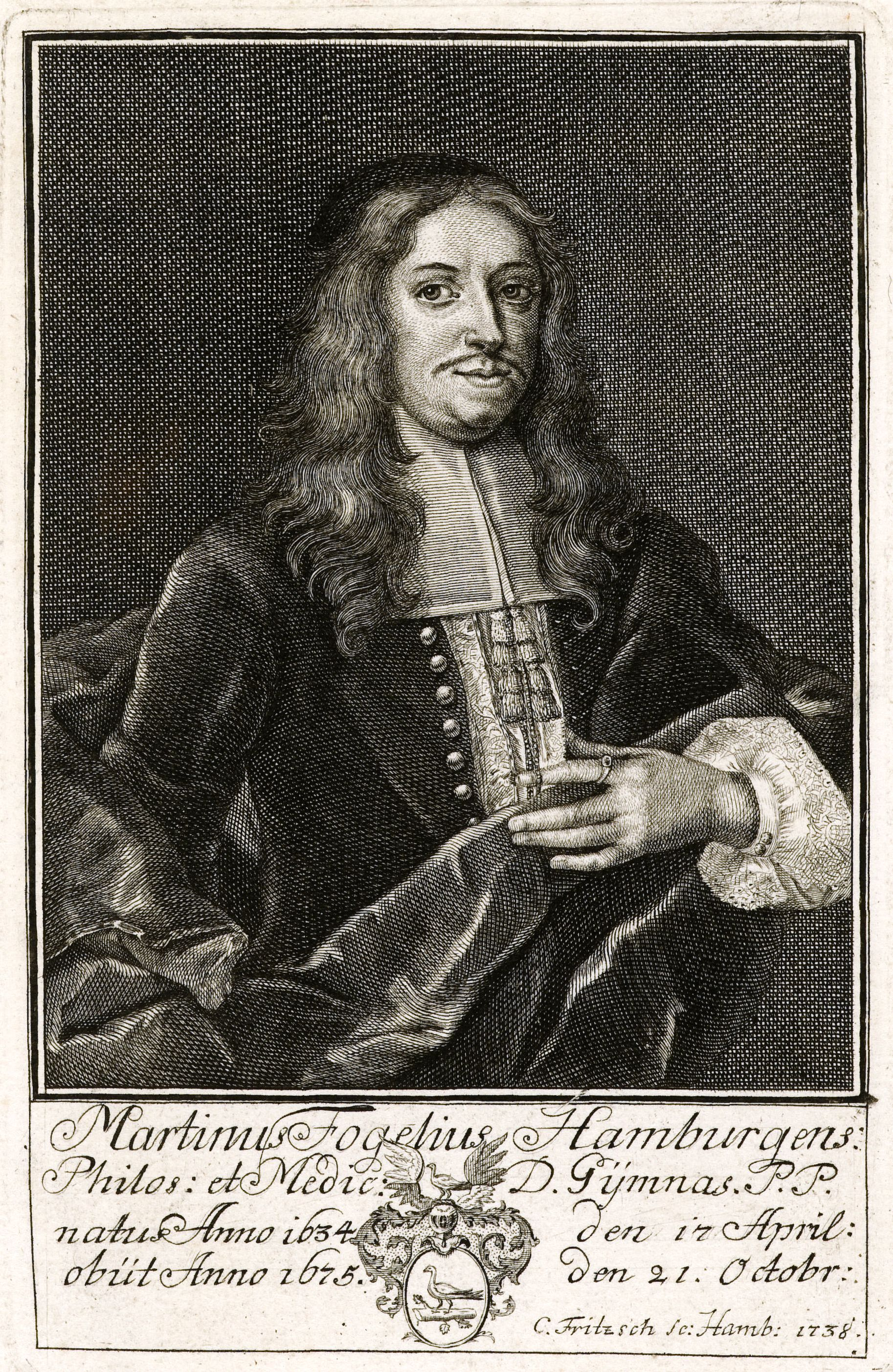
Kupferstich von Christian Fritzsch (1738)

Martin Fogel, auch Martinus Fogelius, (* 17. April 1634 in Hamburg; † 21. Oktober 1675 ebenda) war ein deutscher Arzt, Linguist und 1675 Professor am Akademischen Gymnasium zu Hamburg.

## Leben
Fogel war an der Hamburger Gelehrtenschule des Johanneums unter anderem Schüler des Mathematikers, Arztes und Botanikers Joachim Jungius (1587–1657), der seit 1628 Rektor des Johanneums war. Des Weiteren erlernte er bei Ägidius Gutbier Sprachen wie die Hebräische Sprache und die Syrische Sprache. Ferner studierte er die Arabische Sprache. 1653 ging er an die Universität Gießen und ein Jahr später an die Universität Straßburg, wo er sich an der theologischen Fakultät einschrieb.
Fogel beendete seine Studien an der Universität Padua. Dort wurde er am 19. Januar 1663 als Doktor der Medizin promoviert. 1664 lernte er den Großherzog von Florenz Cosimo III. de’ Medici, der ihn einige Jahre später bat, ihm eine finnische Grammatik und ein finnisches Wörterbuch zusammenzustellen. Dieser Auftrag weckte Fogels Interesse an der Finnischen Sprache und regte ihn zu weiteren Forschungen an. Hierbei beschäftigte ihn besonders die Frage der Verwandtschaft unter den Sprachen. Er versuchte deshalb die Sprache der Finni mit der der Hunni zu vergleichen.
Ab 1666 arbeitete Fogel in seiner Heimatstadt als Arzt. 1669 heiratete er. Aus der Ehe entsprangen vier Töchter und ein Sohn. 1675 wurde er Professor der Logik und der Metaphysik am Akademischen Gymnasium in Hamburg. Er starb 1675 an febris purpurea (Scharlach). Seine 3284 Titel umfassende Bibliothek sollte nach seinem Tod im Jahre 1678 verkauft werden. Ein Katalog der Bibliothek wurde erstellt. Da nur wenige Bände an Interessenten verkauft wurden, konnte Leibniz die Bibliothek für den Herzog Johann Friedrich von Braunschweig-Lüneburg erwerben. Sie ist heute Bestandteil der Niedersächsischen Landesbibliothek in Hannover.
Fogel gilt heute als der Begründer der Finnougristik, der Wissenschaft über die Gruppe der finno-ugrischen Sprachen. 1669 sandte er an Cosimo einen nomenclator, eine Wortliste, und eine Grammatik des Finnischen. In seinem  Hauptwerk De linguae finnicae indole observationes zeigte er nicht nur auf, dass sich einzelne Wörter im Finnischen und Ungarischen gleichen, sondern auch die Strukturen der beiden Sprachen. Das Werk schlummerte zweihundert Jahre lang in der Nationalbibliothek in Florenz, bis das Exemplar dort von Professor E. N. Setälä entdeckt wurde. Dieser hatte über den Schriftwechsel Fogels und eine Kopie der observationes, die in der Niedersächsischen Landesbibliothek in Hannover aufbewahrt werden, die Spur zu dem Exemplar in Florenz gefunden.

## Ehrungen
Der Hauptsaal des Finnisch-Ugrischen Instituts der Universität Hamburg trägt den Namen Martin Fogels.